# راس فوري (المهرة)

تعديل مصدري - تعديل

راس فوري هي إحدى قرى عزلة الغيظة بمديرية الغيظة التابعة لمحافظة المهرة، بلغ تعداد سكانها 138 نسمة حسب تعداد اليمن لعام 2004.